# Mohamed Tarek
Mohamed Tarek Morad Hassan (in arabo محمد طارق‎?; 20 aprile 2002) è un calciatore egiziano, difensore dell'Al-Masry in prestito dallo Zamalek.

## Carriera

### Club
Tarek è cresciuto nel settore giovanile dello Zamalek, dove ha debuttato il 22 giugno 2022 nell'incontro di Prima Lega vinto 2-1 contro il National Bank of Egypt. Utilizzato con poca frequenza negli anni successivi, nel gennaio del 2024 è passato in prestito all'Al-Masry.

### Nazionale
Ha giocato nella nazionale egiziana Under-23.

## Statistiche

### Presenze e reti nei club
Statistiche aggiornate al 21 luglio 2024.
| Stagione        | Squadra         | Campionato      | Campionato | Campionato | Coppe nazionali | Coppe nazionali | Coppe nazionali | Coppe continentali | Coppe continentali | Coppe continentali | Altre coppe | Altre coppe | Altre coppe | Totale | Totale | Totale |
| Stagione        | Squadra         | Comp            | Pres       | Reti       | Comp            | Pres            | Reti            | Comp               | Pres               | Reti               | Comp        | Pres        | Reti        | Pres   | Reti   |        |
| --------------- | --------------- | --------------- | ---------- | ---------- | --------------- | --------------- | --------------- | ------------------ | ------------------ | ------------------ | ----------- | ----------- | ----------- | ------ | ------ | ------ |
| 2021-2022       | Zamalek         | 1L              | 5          | 0          | CE              | 0               | 0               | CCL                | 0                  | 0                  |             | -           | -           | 5      | 0      |        |
| 2022-2023       | Zamalek         | 1L              | 8          | 0          | CE              | 1               | 0               | CCL                | 5                  | 0                  | SE          | 0           | 0           | 14     | 0      |        |
| 2023-2024       | Zamalek         | 1L              | 5          | 0          | CE              | 0               | 0               | CCC                | 2                  | 0                  | CdC         | 0           | 0           | 7      | 0      |        |
| 2023-2024       | Al-Masry        | 1L              | 3          | 0          | CE              | 0               | 0               |                    | -                  | -                  |             | -           | -           | 3      | 0      |        |
| Totale carriera | Totale carriera | Totale carriera | 21         | 0          |                 | 1               | 0               |                    | 7                  | 0                  |             | 0           | 0           | 29     | 0      |        |

## Palmarès

### Club

#### Competizioni nazionali
- Campionato egiziano: 1

Zamalek: 2021-2022